# Ligne 128 (chemin de fer slovaque)
Pour les articles homonymes, voir Ligne 128.
La ligne 128 des chemins de fer Slovaque relie Čadca à Makov.

## Histoire

### Mise en service à une voie
- Čadca - Makov 9 juillet 1914[2]